# Флашинг-Медоус — Корона-парк
Фла́шинг-Ме́доус — Коро́на-парк (англ. Flushing Meadows–Corona Park) — общественный парк в боро Куинс в Нью-Йорке. Площадью 508 га, парк является вторым по площади в городе (после Пелем-Бей-парка в Бронксе).
Парк расположен между автомагистралями Гранд-Сентрал-Паркуэй и I-678. На севере парк ограничен водами пролива Ист-Ривер. К северо-востоку от парка находится район Флашинг, к югу — Кью-Гарденс и Форест-Хилс, к западу — район Корона и к северо-западу — Элмхерст.
До прихода европейцев на территории парка проживали индейцы из племени матинекоков. Впоследствии колонисты выращивали в этом месте шпинат и добывали морепродукты. В 1898 году, с образованием «большого» Нью-Йорка, в этом районе была проведена железная дорога. Это привело к стремительной индустриализации территории. В устье реки Флашинг образовались шлаковые отвалы, высота которых достигала 30 метров. В романе «Великий Гэтсби» Фицджеральд писал об этой местности:

Почти на полпути между Уэст-Эггом и Нью-Йорком шоссе подбегает к железной дороге и с четверть мили бежит с нею рядом, словно хочет обогнуть стороной угрюмый пустырь. Это настоящая Долина Шлака — призрачная нива, на которой шлак всходит как пшеница, громоздится холмами, сопками, раскидывается причудливыми садами; перед вами возникают шлаковые дома, трубы, дым, поднимающиеся к небу, и, наконец, если очень напряжённо вглядеться, можно увидеть шлаково-серых человечков, которые словно расплываются в пыльном тумане.
Оригинальный текст (англ.)About half way between West Egg and New York the motor road hastily joins the railroad and runs beside it for a quarter of a mile, so as to shrink away from a certain desolate area of land. This is a valley of ashes — a fantastic farm where ashes grow like wheat into ridges and hills and grotesque gardens; where ashes take the forms of houses and chimneys and rising smoke and, finally, with a transcendent effort, of ash-grey men, who move dimly and already crumbling through the powdery air. Occasionally a line of grey cars crawls along an invisible track, gives out a ghastly creak, and comes to rest, and immediately the ash-grey men swarm up with leaden spades and stir up an impenetrable cloud, which screens their obscure operations from your sight.

В середине 1930-х годов территория, на которой ныне расположен парк, была выбрана для проведения всемирной выставки 1939 года. Работы по облагораживанию территории начались в 1937 году под управлением Роберта Мозеса. Совокупная площадь разбитого парка составила 486 га. Среди построенных к выставке сооружений было здание, в котором проводились первые заседания ООН. Ныне его занимает Музей Куинса. Также в парке проводилась всемирная выставка 1964 года. В рамках подготовки к ней были возведены такие сооружения, как «Унисфера» и павильон штата Нью-Йорк, ныне являющиеся доминантами парка, Нью-Йоркский зал науки и стадион Луи Армстронга. 
В 1967 году парк был передан под юрисдикцию властей Нью-Йорка. Спустя год в нём открылся зоопарк Куинса. В 1997 году по соседству со стадионом Луи Армстронга (он был снесён в 2016 году) был возведён стадион Артура Эша, который является центральной частью Национального теннисного центра имени Билли Джин Кинг. Вместимостью 23 000 человек, стадион Артура Эша является самым большим открытым теннисным стадионом в мире. Здесь ежегодно проходят матчи Открытого чемпионата США по теннису.